# Albérico Santiago da Silva
Albérico Santiago da Silva ou simplesmente Albérico, (Recife, 25 de dezembro de 1971), é um ex-futebolista brasileiro que atuava como goleiro.

## Carreira
Iniciou sua carreira no Santa Cruz. Sua posição, de goleiro, aconteceu por acaso. Como havia muitos meninos fazendo testes e atuando na linha, Albérico foi tentar a sorte de baixo das traves.
| “ | Bem eu estudava em escola pública, mas não tinha interesse nos estudos e meu pai (Nelson Ramos) vendo isso me levou para escolinha de futebol do Santa Cruz. Ao chegar vi tantos meninos fazendo teste na linha, que resolvi atuar no gol. Assim começou minha carreira”, afirmou o ex-atleta que nasceu no natal de 1971. | ” |

Aos 17 anos, defendendo a Seleção Pernambucana nos jogos escolares no Maranhão, chamou a atenção de um funcionário do Sport que o convidou para defender a cores do Leão da Ilha. Em 1993, foi campeão juvenil pelo Sport. Albérico, no entanto, passou muitos anos no banco de reservas, nas sombras do ídolo Jéfferson, titular. Foi somente com um afastamento de Jéfferson que Albérico teve a chance de se firmar na titularidade do gol rubro-negro. Já no profissional conquistou o Campeonato Pernambucano de 1996, 1997, 1998, 1999 e 2000.
| “ | Minha passagem pelo Sport foi de bons e maus momentos. Felizmente, mais bons que maus. No entanto, só tenho a agradecer ao Sport que foi o clube que me projetou para o futebol. Fiz muitas amizades lá no clube e a minha relação até hoje é muito boa”, disse o futebolista. | ” |

Em 2001, o Sport já era pentacampeão pernambucano e queria se igualar ao rival Náutico que conquistou o hexacampeonato pernambucano consecutivo, feito único em seu estado. 63, 64, 65, 66, 67 e 68. Vendo a possibilidade do Leão da Ilha se igualar ao Timbu, foi contratado para defender o clube Alvirrubro. Naquela ocasião era justamente evitar o hexacampeonato estadual do Rubro-Negro. Jogou e foi campeão Pernambucano conquistando o seu hexacampeonato individual, 05 títulos consecutivos pelo Sport e 01 pelo Náutico.
| “ | Fiquei surpreso quando o Náutico me fez uma proposta. Não imaginava que um dos maiores rivais do Sport queria me contratar. No entanto eu fui crente que ia ser titular, pois o dono da posição, Gilberto estava muito irregular. Mas quando eu cheguei, o Gilberto cresceu de rendimento e eu tive poucas oportunidades”, explicou. | ” |

Após atuar pelo Timbu, jogou pela Matonense-SP em 2002, CRB e River-PI em 2003, até chegar ao estado do Ceará para jogar pelo Fortaleza em 2004, onde viveu grandes e bons momentos na carreira. Foi bicampeão cearense e conseguiu o acesso para a elíte do futebol brasileiro, a tão sonhada e disputada Série A. Encerrando sua passagem no Tricolor do Pici em 2006.
Atuou ainda pelo Coruripe em 2007 e Campinense em 2008, onde conquistou o Campeonato Paraibano do mesmo ano. Após conquista do título encerra sua carreira futebolista pelo clube da Raposa.
Ao todo, Albérico soma 14 títulos estaduais, um marco não muitas vezes superado na história do futebol brasileiro.

## Vida Pessoal
É evangélico e atualmente é técnico de Futebol, projeto que teve inicio em dezembro de 2008 em uma escola de futebol dentro de uma grande rede de supermercado em Olinda, cidade em que reside.
Atualmente, o ex-jogador vive em Olinda e é missionário onde desenvolve o ofício sagrado com ação pastoral na Igreja Presbiteriana de Casa Caiada.

## Títulos
Sport
- Campeonato Pernambucano: 1991, 1992, 1994, 1996, 1997, 1998, 1999 e 2000.
- Copa do Nordeste: 1994 e 2000.

Náutico
- * Campeonato Pernambucano: 2001.

Fortaleza
- Campeonato Cearense: 2004 e 2005.
- Vice-Campeão Brasileiro da Série B do Campeonato Brasileiro 2004

Campinense
- Campeonato Paraibano: 2008.